# Зимовский (Фроловский район)
Зимо́вский — хутор во Фроловском районе Волгоградской области России. Входит в Краснолиповское сельское поселение.

## География
Хутор находится на юге Фроловского района, в 22 км юго-западнее хутора Красные Липки, в пойме реки Дон.

## Население
| 2010 |
| ---- |
| 30   |

## Инфраструктура
В окрестностях хутора отличное место для отдыха, сбора грибов, рыбалки.
В 3,5 км северо-восточнее хутора расположено месторождение карбонатных пород.

## Транспорт
Просёлочные дороги.